# Померанцева Ерна Василівна
Е́рна Васи́лівна Помера́нцева (Гофман; рос. Померанцева Эрна Васильевна; *7(19) квітня 1899 — 11 серпня 1980) — російська радянська фольклористка й етнографиня. Доктор історичний наук, професорка. Записувачка й дослідниця російських народних казок.

## Біографія
Навчалась на історико-філологічному факультеті Московського університету, закінчила факультет суспільних наук МДУ (1922). У період від 1935 до 1960 року викладала в alma mater.
У 1957/1958 академічному році, будучи доцентом, виконувала обов'язки завідувача кафедри усної народної творчості на філологічному факультеті МДУ.
У 1960—80 роки працювала у Інституті етнографії АН СРСР. За понад чим 50-літню наукову діяльність Е. В. Померанцева опублікувала близько 300 книг, статей і рецензій.

## Наукова діяльність
Е. В. Померанцева почала свою фольклорну збирацьку діяльність у середині 1920-х і не переривала її до кінця 1970-х. За весь багаторічний період її збирання фольклору діяльність дослідниці поєднувалась з аналізом класичного й сучасного фольклору.
Ерна Василівна ввійшла в радянську, російську й світову фольклористику як чільна представниця фольклорної школи братів Юрія та Бориса Соколових. Вона тривалий час викладала у внз Москви курс російського фольклору й одночасно керувала експедиційною діяльністю з його збирання та вивчення.

## Вибрана бібліографія
Книги
- Сказки И. Ф. Ковалева / записали и коммент. Э. Гофман и С. Минц. М., 1941;
- Сказки Абрама Новопольцева. Куйбышев, 1952;
- Русские народные сказки. М., 1957 (нім. переклад 1964);
- Русская народная сказка. М., 1963;
- Русское народное поэтическое творчество. Хрестоматия для вузов. 2-е изд. М., 1963 (совм. с С. И. Минц);
- Русская фольклористика. Хрестоматия для вузов. М., 1965 (совм. с С. И. Минц);
- Судьбы русской сказки. М., 1965;
- Традиционный фольклор Владимирской деревни (в записях 1963—1969 гг.). — М. Наука, 1972 (редактор);
- Мифологические персонажи в русском фольклоре. — М.: Наука, 1975;
- Русская устная проза / сост. В. Г. Смолицкий. — М.: Просвещение, 1985.

Статті
- Советская фольклористика. Семейная обрядовая поэзия. Сказки // Русское народное поэтическое творчество. 2-е изд. М., 1956;
- Александр Блок и фольклор // Русский фольклор, т. 3, М. — Л., 1958;
- Сказка о Петре и Февронии // Славянский сборник. Вып. 2, Воронеж, 1958;
- К вопросу о национальном и интернациональном начале в народных сказках // История, фольклор, искусство славянских народов, М., 1963;
- Комиссия по народной словесности Общества любителей естествознания, антропологии и этнографии (1911—1926) // Очерки истории русской этнографии, фольклористики и антропологии. Вып. 2, М., 1963;
- Судьбы былевого эпоса в послевоенные годы // «Русская литература, 1963, № 4;
- A. N. Afanas’ev und die Brüder Grimm // Deutsches Jahrbuch für Volkskunde, Bd 9, B., 1963.